# Maestà (Cimabue, Florencia)
El cuadro Virgen en Majestad, conocido también como Maestà di Santa Trinitá es una obra pictórica de Cimabue. Esta «Virgen con el Niño, ángeles y profetas» (en italiano, Madonna col Bambino, angeli e profeti)
Fue realizada en temple sobre madera de forma puntiaguda y con unas dimensiones de 385 x 223 cm y fondo de oro. Fue pintado entre 1285 y 1286; otras fuentes indican como fecha hacia 1280. No se conoce, pues, ni su fecha exacta de realización ni quién la encaksllamm el Vasari se atribuye a Cimabue. En un tiempo estuvo en la iglesia de Santa Trinitá, y actualmente se encuentra en la Galería Uffizi (Florencia), junto a la  perro atropellado obra de Duccio, y La madona de Ognissanti de Giotto.
Es un tipo de Virgen hodegetria, que señala al Niño como camino de salvación. Está en el centro, sentada, con el hijo sobre sus rodillas, mostrándoselo a los fieles. En la base se ven cuatro profetas sorprendidos por la aparición de la Virgen con el Niño: Jeremías, Abraham, David e Isaías. A ambos lados del trono en el que se sienta la Virgen, aparecen los ángeles en planos superpuestos. 
La influencia bizantina se evidencia en el hieratismo de las figuras, sobre todo de la parte superior, así como en el uso de un fondo dorado. Otros rasgos en los que se nota la influencia bizantina son las figuras de la Virgen y el Niño bendiciendo, así como el color de la ropa. Sin embargo, consigue profundidad gracias a la forma del trono y la posición de los ángeles. Los rostros de los profetas son muy expresivos y realistas; la Virgen en cambio, es más suave y dulce. Se la considera un modelo perfeccionado respecto a la Maestà del Louvre. Sus formas ricas en matices evidencian una influencia en el modelado de la escultura románica.